# Josip Katalinski
Josip "Škija" Katalinski (Sarajevo, 2 de maio de 1948 - 2 de maio de 2011) foi um futebolista profissional bósnio, que atuava como defensor.

## Carreira
Josip Katalinski fez parte do elenco da Seleção Iugoslava de Futebol da Copa do Mundo de 1974. 